# حمزة مجاهد
حمزة مجاهد (1 فبراير 1995 - برشيد) هو لاعب كرة قدم مغربي يلعب كلاعب وسط في نادي الرجاء الرياضي.

## مسيرته
بدأ حمزة مسيرته في عام 2018، وكان أول ظهور له مع نادي يوسفية برشيد، حيث لعب 27 مباراة مع النادي في دوري الدرجة الأولى وسجل هدفين، الذي أنهى الموسم في المركز السادس في البطولة الوطنية؛ وفي 2019، وقع عقدًا لمدة ثلاث سنوات مع نادي الجيش الملكي، وفي 8 أكتوبر 2020 ، سجل هدفه الأول بألوان الجيش الملكي في مباراة بالدوري ضد نادي نهضة الزمامرة، التي فاز بها الفريق بنتيجة 5-2. وفي 14 مايو 2022، فاز من النادي بكأس العرش على ملعب أدرار ضد المغرب التطواني بنتيجة (3 - 0).

## الأهداف
| البطولة                                      | التاريخ | النادي       | النتيجة | الحصيلة | الخصم                  |
| -------------------------------------------- | ------- | ------------ | ------- | ------- | ---------------------- |
| البطولة الإحترافية إتصالات المغرب            | 2018    | يوسفية برشيد | 1 - 0   | 1 - 2   | نهضة بركان             |
| البطولة الإحترافية إتصالات المغرب            | 2019    | يوسفية برشيد | 2 - 1   | 2 - 1   | أولمبيك آسفي           |
| إستعدادات الأندية المغربية                   | 2020    | الجيش الملكي | 3 - 0   |         | شباب أطلس خنيفرة       |
| البطولة المغربية الإحترافية 1                | 2020    | الجيش الملكي | 1 - 1   | 3 - 1   | مولودية وجدة           |
| البطولة المغربية الإحترافية 1                | 2020    | الجيش الملكي | 5 - 2   | 7 - 3   | نهضة الزمامرة          |
| البطولة المغربية الإحترافية إنوي القسم الأول | 2021    | الجيش الملكي | 2 - 0   | 3 - 1   | شباب المحمدية          |
| كأس الكونفيدرالية الأفريقية                  | 2021    | الجيش الملكي | 3 - 1   | 3 - 1   | بافلاس دي بورقو - بنين |
| البطولة المغربية الإحترافية إنوي القسم الأول | 2022    | الجيش الملكي | 2 - 1   | 4 - 2   | حسنية أكادير           |
| البطولة المغربية الإحترافية إنوي القسم الأول | 2022    | الجيش الملكي | 3 - 0   | 3 - 0   | شباب المحمدية          |

## الجوائز

### النادي
الجيش الملكي
- كأس العرش (1):
  - الفائز: 2022.

## روابط خارجية
- حمزة مجاهد على موقع قاعدة بيانات كرة القدم.إي يو (الإنجليزية)
- حمزة مجاهد على الموقع الرسمي لنادي الجيش الملكي